# アモス・ビウォット
アモス・ビウォット（Amos Biwott、1947年9月8日 - ）は、ケニアの陸上競技選手。1968年メキシコオリンピックの男子3000m障害金メダリストである。リフトバレー州ナンディ県出身。

## 経歴
ビウォットは、1960年代から70年代にかけて活躍したケニアの3000m障害を得意とした陸上選手である。現在、陸上競技の中長距離で世界を圧倒しているアフリカ勢の先がけとなった選手の一人である。
ビウォットは、メキシコオリンピックの前まで3000m障害をそれほど経験していたわけではなかった。さらに、技術的にも優れていたわけではなく、ハードリングも粗かった。しかし、それまで障害物に足をかけて飛び越えるのが一般的だったものを、ビウォットは大胆にもハードルに足をかけずに跳び越えるスタイルを貫き、タイムを短縮していった。メキシコオリンピックでは、8分51秒02で金メダルを獲得。銀メダルを獲得したベンジャミン・コーゴとともにワンツーフィニッシュを決めた。ビウォットが優勝したメキシコオリンピック以降、ケニアは、不参加だった1972年、1976年のオリンピックを除いて、すべてのオリンピックの3000m障害で金メダルを獲得している。
ビウォットは、メキシコオリンピック以後、1970年のコモンウェルスゲームズで3位となったものの、1972年ミュンヘンオリンピックで8位、そして、1974年のコモンウェルスゲームズでも8位と次第に力が衰えてゆき、競技から引退する。
現役引退後は、ケニアの刑務所職員、スタジアムの警備員となった。また、ビウォットは1972年ミュンヘンオリンピックに出場した、ケニア女性として最初にオリンピック出場を果たした選手の一人であるチェロノ・マイヨと結婚した。

## 主な実績
| 年   | 大会                   | 場所                                 | 種目      | 結果 | 記録     |
| ---- | ---------------------- | ------------------------------------ | --------- | ---- | -------- |
| 1968 | オリンピック           | メキシコシティ(メキシコ)             | 3000m障害 | 1位  | 8分51秒0 |
| 1970 | コモンウェルスゲームズ | エジンバラ(スコットランド)           | 3000m障害 | 3位  | 8分30秒8 |
| 1972 | オリンピック           | ミュンヘン(西ドイツ)                 | 3000m障害 | 6位  | 8分33秒6 |
| 1974 | コモンウェルスゲームズ | クライストチャーチ(ニュージーランド) | 3000m障害 | 8位  | 8分41秒4 |